# Lor (Aisne)
Lor ist eine französische Gemeinde mit 139 Einwohnern (Stand 1. Januar 2022) im Département Aisne in der Region Hauts-de-France (vor 2016 Picardie). Sie gehört zum Arrondissement Laon, zum Kanton Villeneuve-sur-Aisne und zum Gemeindeverband Champagne Picarde.

## Geografie
Die Gemeinde Lor liegt mit rund 33 Kilometern etwa gleich weit östlich von Laon und nördlich von Reims entfernt an der Grenze zum Département Ardennes. Nachbargemeinden von Lor sind Le Thour im Nordosten, Villers-devant-le-Thour im Südosten, La Malmaison im Südwesten sowie Nizy-le-Comte im Nordwesten.

## Bevölkerungsentwicklung
| Jahr                       | 1962 | 1968 | 1975 | 1982 | 1990 | 1999 | 2006 | 2013 | 2022 |
| Einwohner                  | 148  | 143  | 135  | 113  | 111  | 122  | 138  | 149  | 139  |
| Quellen: Cassini und INSEE |      |      |      |      |      |      |      |      |      |

## Sehenswürdigkeiten

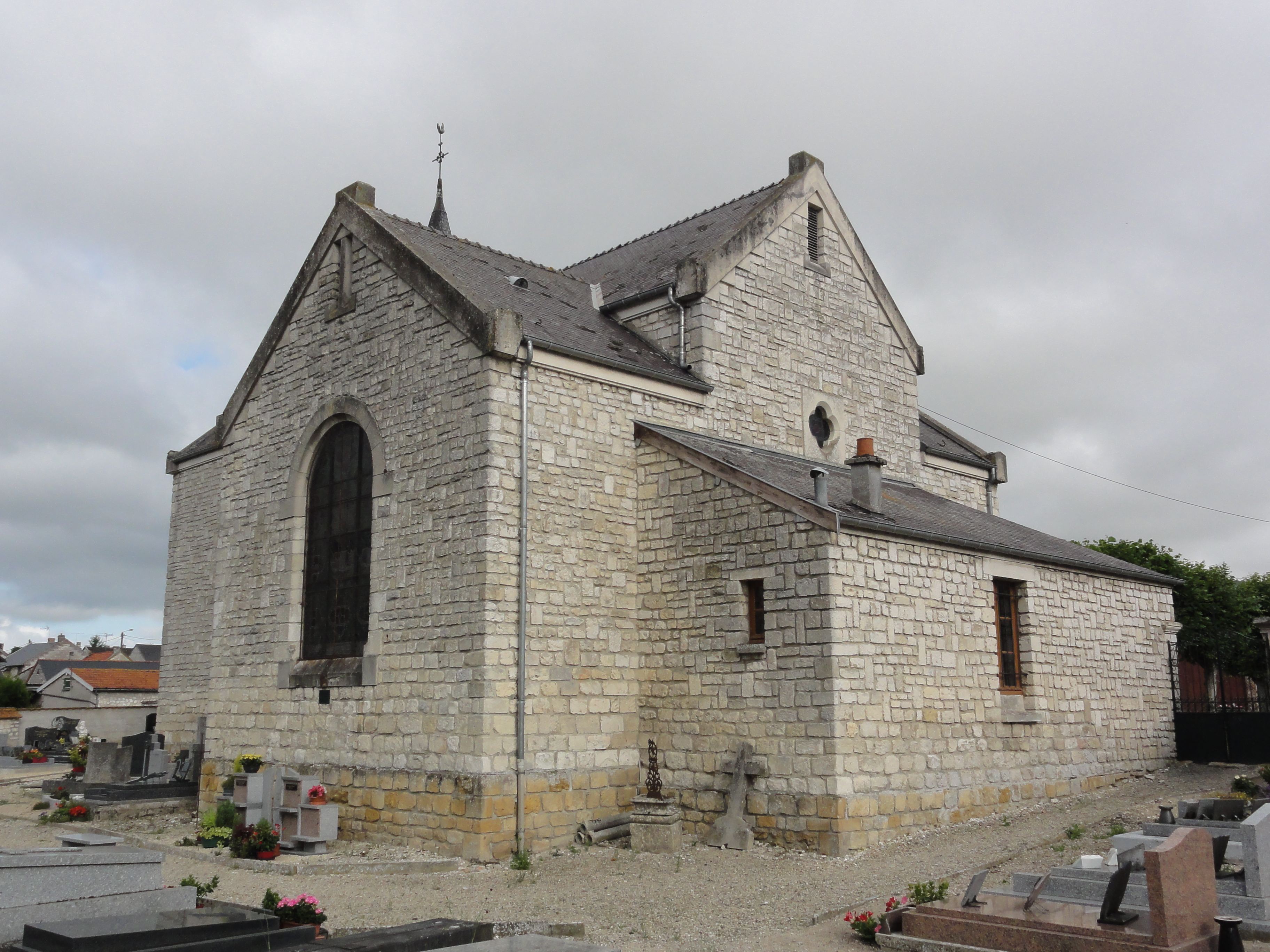
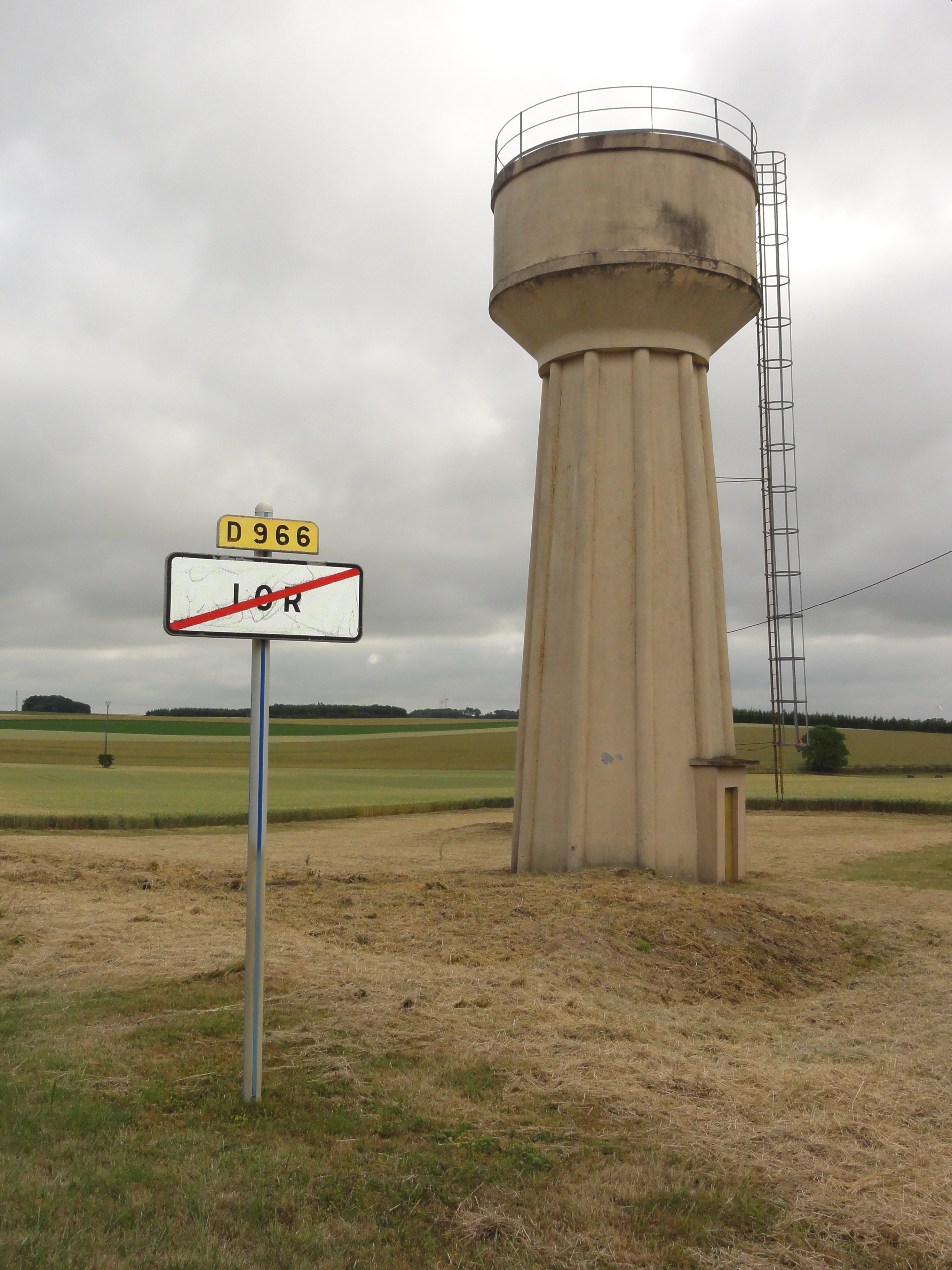
Wasserturm
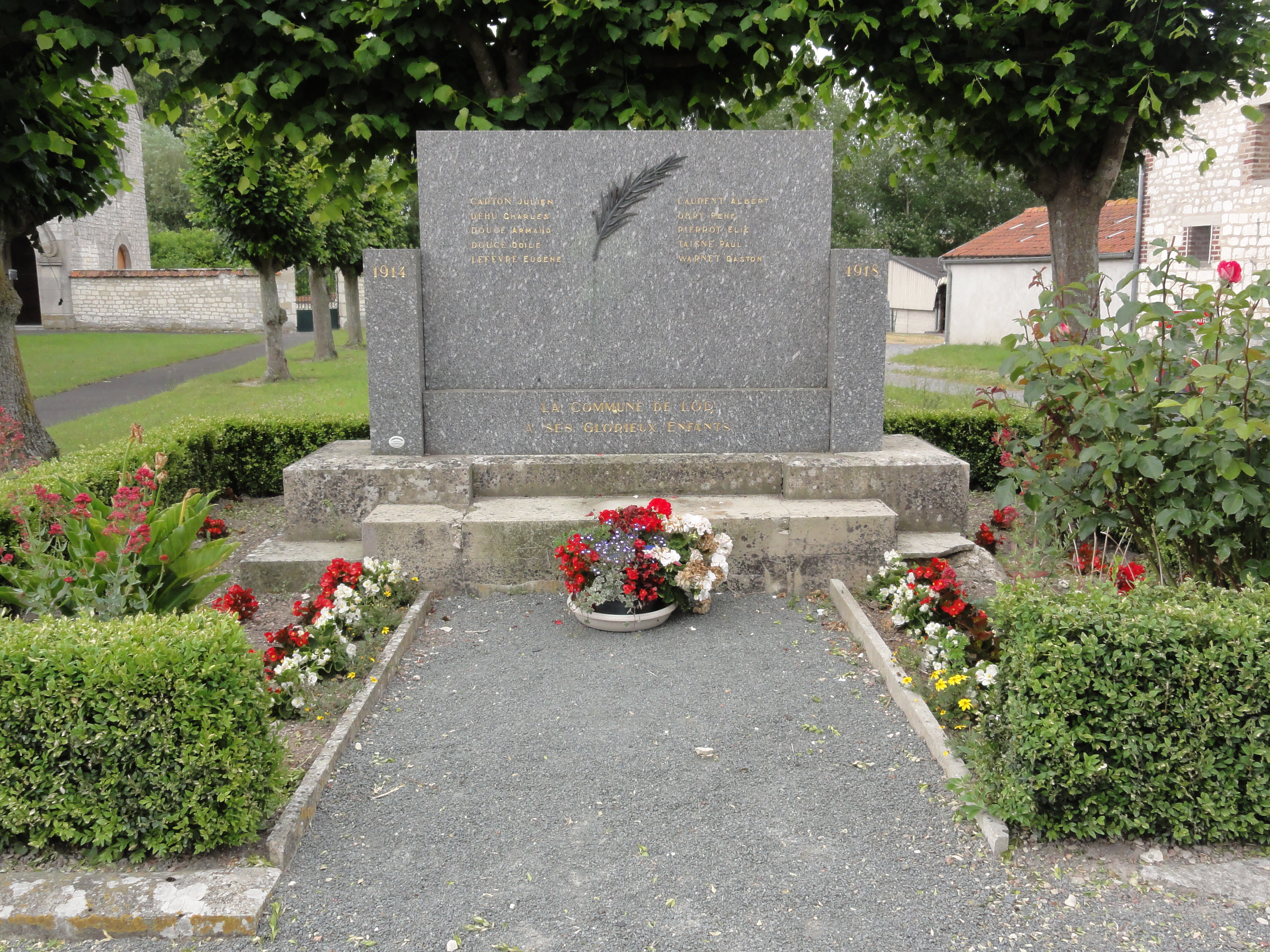
Gefallenendenkmal